# Foscarbidopa/foslevodopa
Foscarbidopa/foslevodopa, vândut sub numele de marcă Vyalev, este un medicament combinat cu doză fixă utilizat pentru tratamentul bolii Parkinson. Este o combinație de promedicamente pentru levodopa și carbidopa care a fost dezvoltată de AbbVie.